# ملعب واندرورز
ملعب واندريرز غراوندز (بالإنجليزية: Wanderers Grounds)‏ هو ملعب موجود في نوفا سكوتيا (اسكتلندا الجديدة) كندا ويستعمل هذا الملعب من طرف نادي هاليفاكس واندريرز الذي يلعب في الدوري الكندي الممتاز.